# Claire de la Fuente
Clarita de la Fuente y Crisóstomo, vda. de Guzmán (Manila, 28 de diciembre de 1958-Las Piñas, 30 de marzo de 2021), conocida artísticamente como Claire de la Fuente, fue una cantante melódica filipina.

## Biografía
Entre fines de los años 70 y mediados de los 90 alcanzó la fama con el jukebox éxito "Sayang". Apodada "la Karen Carpenter de Filipinas", por su timbre de voz similar a la cantante estadounidense. Su primer álbum fue lanzado en 1977. Ha grabado más de 7 discos como Besides "Sayang", con éxitos como "Minsan-Minsan" y "Na Nakaw Pag-ibig". Fue galardonada con el título de la "Reina de tagalo Canciones", junto a J. Rico. También fue nombrada "Reina Jukebox", junto con Imelda Papin y Eva Eugenio además de  "Sweetest voz de Asia" y ganó elogios de legendarios músicos como Stevie Wonder, Aretha Franklin y Richard Carpenter (de "The Carpenters"). Fue una gran exitosa mujer de negocios, presidente de la Asociación Integrada de Operadores de Autobuses Metropolitanos (IMBOA) y considerada como "la figura más poderosa en el industria de transporte público". Proyectaba grabar un nuevo álbum con la canción "Algo en tus ojos" de Richard Carpenter.

## Premios
"Reina de tagalo Canciones" 

### Doble Platino Registro
- Nakaw na pag-ibig (single)
- Minsan-Minsan (single)
- Sayang (album)
- Lo mejor de Claire (álbum)
- Lo mejor de Claire (CD)

### Discos de Oro
- Esp Nangigngiti puso ko (álbum)
- Nanggingiti ang puso ko (single)
- Makikita mo (single)
- Bulong ng mga pag-ibig (álbum)